# Region Jönköpings län
Region Jönköpings län, tidigare Jönköpings läns landsting och Landstinget i Jönköpings län, är en svensk regionkommun som har ansvar för hälso- och sjukvård, kollektivtrafik samt kultur i Jönköpings län, samt för att samordna utvecklingsinsatser inom infrastruktur, näringsliv, arbetsmarknad och utbildning. Region Jönköpings län bildades den 1 januari 2015 sedan riksdagen beslutat att ge landstinget utökade uppgifter och befogenheter.

## Uppgift
Region Jönköpings län ansvarar för hälso- och sjukvård, kollektivtrafik och kultur samt för regionalt tillväxtarbete och planering av infrastruktur. Det handlar bland annat om att samordna utvecklingsinsatser inom områden som transportinfrastruktur, näringsliv, arbetsmarknad och utbildning. Region Jönköpings läns vision är "För ett bra liv i ett attraktivt län". 

## Organisation
Region Jönköpings läns verksamhet består av två delar: Folkhälsa och sjukvård samt Regional utveckling och tillväxt.
Det innebär att Region Jönköpings län har ansvar för att länets invånare har tillgång till hälso- och sjukvård och tandvård,  kollektivtrafik och kulturutbud. Region Jönköpings län har också regeringens uppdrag att driva det regionala tillväxtarbetet och samordna utvecklingsinsatser.

## Hälso- och sjukvård

### Vårdcentraler
I Jönköpings län finns 52 vårdcentraler inom ramen för vårdval. Region Jönköpings län äger och driver 31 av vårdcentralerna.

### Sjukhus
Region Jönköpings län bedriver hälso- och sjukvård samt tandvård i hela länet. I Jönköpings län finns tre sjukhus: 
- Höglandssjukhuset i Eksjö
- Länssjukhuset Ryhov
- Värnamo sjukhus

### Regionsjukvård
Region Jönköpings län samarbetar med Region Östergötland och Region Kalmar län kring högspecialiserad vård som exempelvis neurokirurgi, hjärtkirurgi och vård av brännskadade. Syftet är att samordna resurser och garantera invånarna i regionen tillgång till vård som är svår att upprätthålla för ett enskilt sjukhus eller region. Regionsjukhuset är placerat i Linköping dit patienter med allvarligare skador transporteras från de mindre sjukhusen.

## Tandvård

### Folktandvård
Region Jönköpings län äger och driver 27 allmäntandvårdskliniker.

### Specialisttandvård
Specialisttandvården i Jönköpings län bedrivs på nio specialistkliniker och ett kompetenscenter för sällsynta odontologiska tillstånd. Det gemensamma namnet är Odontologiska Institutionen i Jönköping.
Sedan våren 2004 är Odontologiska Institutionen ansluten till fakulteten vid Högskolan i Jönköping.
- Odontologiska Institutionen i Jönköping

## Regional utveckling
Region Jönköpings län har det regionala utvecklingsuppdraget som handlar om att samla aktörer som kommuner, högskola och branschorganisationer kring en regional utvecklingsstrategi, samordna arbetet, skapa mötesplatser och nätverk och ansvara för uppföljningen av utvecklingsarbetet.
Det innebär bland annat att
- arbeta fram och fastställa en strategi för utvecklingen i länet – regional utvecklingsstrategi
- samordna insatser för att genomföra den regionala utvecklingsstrategin
- besluta om hur medel för regionalt tillväxtarbete ska användas
- följa upp, utvärdera och redovisa resultaten av tillväxtarbetet till regeringen
- utföra uppgifter inom ramen för EU:s strukturfondsprogram
- upprätta och fastställa länsplaner för transportinfrastruktur

Jönköpings Länstrafik är en förvaltning inom Region Jönköpings län med ansvar för kollektivtrafiken i länet. 
Region Jönköpings läns kulturverksamhet består av Smålands Musik och Teater, Dans i Jönköpings län, Film i Jönköpings län, Hemslöjd i Jönköpings län, Länsbibliotek Jönköping, konst- och kulturprojekt samt stöd och bidrag till kultur.
Region Jönköpings län är huvudman för Tenhults naturbruksgymnasium och Stora Segerstad och Värnamo naturbruksgymnasium samt Sörängens folkhögskola och Värnamo folkhögskola. 
Region Jönköpings län är delägare i Smålands Turism AB och Almi Företagspartner. 
Internationellt samarbetar Region Jönköpings län med Alytus län i Litauen och medverkar i AER – Assembly of European Regions.

## Ekonomi
Region Jönköpings län omsätter cirka 10,7 miljarder kronor om året. Den främsta inkomstkällan är regionskatten. För varje hundralapp länets invånare tjänar går 11,21 kronor till regionen.

## Politik
Den politiska ledningen består 2022–2026 av Socialdemokraterna (22 ledamöter), Moderaterna (14) och Bevara Akutsjukhusen (8). Övriga partier är Kristdemokraterna (10), Centerpartiet (6), Liberalerna (3), Sverigedemokraterna (14) och Vänsterpartiet (4). Rachel De Basso (S) är regionstyrelsens ordförande. Helarvoderade regionråd 2022–2026 är Rachel De Basso (S), Thomas Gustafsson (S), Tommie Ekered (M), Kerstin Hammar (M), Mia Frisk (KD), Per Eriksson (C). Delarvoderade regionråd är samma period Martin Nedergaard-Hansen (BA), Jimmy Ekström (L), Håkan Karlsson-Nyborg (SD) och Mikael Ekvall (V).

### Regionfullmäktige
| Presidium 2022–2026    | Presidium 2022–2026 | Presidium 2022–2026 |
| ---------------------- | ------------------- | ------------------- |
| Ordförande             | S                   | Desiré Törnqvist    |
| Förste vice ordförande | M                   | Anders Gustafsson   |
| Andre vice ordförande  | SD                  | Robert Andersson    |

Källa: 

### Regionstyrelsen
| Presidium 2022–2026    | Presidium 2022–2026 | Presidium 2022–2026 |
| ---------------------- | ------------------- | ------------------- |
| Ordförande             | S                   | Rachel De Basso     |
| Förste vice ordförande | M                   | Tommie Ekered       |
| Andre vice ordförande  | KD                  | Mia Frisk           |

Källa: 

### Nämnderna
| Ordförande | Ordförande        | Nämnd                                                 | Vice ordförande | Vice ordförande          | Andre vice ordförande | Andre vice ordförande |
| ---------- | ----------------- | ----------------------------------------------------- | --------------- | ------------------------ | --------------------- | --------------------- |
| M          | Kerstin Hammar    | Nämnd för Arbetsmarknad, Näringsliv och Attraktivitet | M               | Thomas Lindén            | C                     | Per Eriksson          |
| S          | Thomas Gustafsson | Nämnd för Folkhälsa och sjukvård                      | BA              | Martin Nedergaard-Hansen | KD                    | Monica Samuelsson     |
| M          | Tommie Ekered     | Nämnd för Trafik, Infrastruktur och miljö             | S               | Per Svenberg             | C                     | Leif Andersson        |

### Regionråd
| Regionråd (100%) | Regionråd (100%) | Regionråd (100%)         |
| ---------------- | ---------------- | ------------------------ |
| Majoritet        | S                | Rachel De Basso          |
| Majoritet        | S                | Thomas Gustafsson        |
| Majoritet        | M                | Tommie Ekered            |
| Majoritet        | M                | Kerstin Hammar           |
| Opposition       | KD               | Mia Frisk                |
| Opposition       | C                | Per Eriksson             |
| Regionråd (60%)  |                  |                          |
| Majoritet        | BA               | Martin Nedergaard-Hansen |
| Opposition       | L                | Jimmy Ekström            |
| Opposition       | SD               | Håkan Karlsson-Nyborg    |
| Opposition       | V                | Mikael Ekvall            |

### Politiskt styre[5]
| År        | Partier | Partier | Partier | Partier | Partier | Partier |
| --------- | ------- | ------- | ------- | ------- | ------- | ------- |
| 1994-1998 | S       | C       | FP      |         |         |         |
| 1998-2002 | S       | C       | V       |         |         |         |
| 2002-2006 | S       | C       | V       |         |         |         |
| 2006-2010 | M       | KD      | C       | FP      |         |         |
| 2010-2014 | M       | KD      | C       | FP      | MP      |         |
| 2014-2018 | M       | KD      | C       | L       |         |         |
| 2018-2022 | S       | KD      | C       | BA      | L       | MP      |
| 2022-     | S       | M       | BA      |         |         |         |

### Mandatfördelning i valen 1916–1966
| 6 | 15 | 34 |

|  | 7 |  |  | 15 | 29 |

| 2 | 8 | 3 | 7 | 9 | 20 |

| 49 |

| 10 | 10 | 9 | 21 |

| 50 |

| 13 | 10 | 12 | 15 |

| 50 |

| 17 | 13 | 9 | 12 |

| 51 |

| 16 | 12 | 14 | 10 |

| 52 |

| 23 | 10 | 12 | 7 |

| 52 |

| 22 | 13 | 12 | 6 |

| 51 |

| 21 | 13 | 14 | 6 |

| 51 |

| 25 | 12 | 16 | 7 |

| 54 |

| 29 | 12 | 16 | 10 |

| 59 |

| 31 | 12 | 12 | 14 |

| 63 |

| 34 | 12 | 14 | 10 |

| 61 |

|  | 29 | 17 | 13 | 11 |

### Mandatfördelning i valen 1970–2022
| 32 | 19 | 12 | 9 |

| 62 | 10 |

| 28 | 20 | 8 | 4 | 9 |

| 58 | 11 |

| 32 | 23 | 9 | 5 | 12 |

| 63 | 18 |

|  | 31 | 18 | 9 | 5 | 15 |

| 61 | 20 |

| 35 | 16 | 5 | 7 | 18 |

| 56 | 25 |

|  | 32 | 12 | 11 | 7 | 16 |

| 51 | 30 |

| 33 |  | 13 | 9 | 10 | 13 |

| 49 | 32 |

| 30 | 11 | 7 | 15 | 18 |

| 49 | 32 |

|  | 35 |  | 10 | 6 | 9 | 15 |

| 43 | 38 |

| 6 | 28 |  | 8 | 4 | 17 | 15 |

| 46 | 35 |

| 5 | 32 | 8 | 7 | 16 | 13 |

| 43 | 38 |

| 4 | 30 | 9 | 5 | 14 | 19 |

| 42 | 39 |

|  | 28 |  | 4 | 7 | 4 | 11 | 21 |

| 43 | 38 |

| 4 | 29 | 4 | 9 | 7 |  | 10 | 15 |

| 40 | 41 |

| 4 | 22 |  | 11 | 7 | 8 |  | 10 | 13 |

| 40 | 41 |

| 4 | 22 | 14 | 8 | 6 |  | 10 | 14 |

| 44 | 37 |

### Lista över landstings/regionstyrelseordföranden
| Namn | Namn                 | Från | Till | Politisk tillhörighet |
| ---- | -------------------- | ---- | ---- | --------------------- |
|      | Lars Isaksson        | 1982 | 1991 | Socialdemokraterna    |
|      |                      | 1991 | 1994 | Moderaterna           |
|      | Lars Isaksson        | 1994 | 2006 | Socialdemokraterna    |
|      | Per-Anders Johansson | 2006 | 2011 | Moderaterna           |
|      | Håkan Jansson        | 2011 | 2016 | Moderaterna           |
|      | Malin Wengholm       | 2016 | 2018 | Moderaterna           |
|      | Mia Frisk            | 2018 | 2022 | Kristdemokraterna     |
|      | Rachel De Basso      | 2022 |      | Socialdemokraterna    |